# Гаролд Трокмортон
Гаролд Трокмортон (англ. Harold Throckmorton; 12 квітня 1897 — 5 листопада 1973) — колишній американський тенісист.
Перемагав на турнірах Великого шолома в парному розряді.

## Фінали турнірів Великого шолома

### Парний розряд (1 перемога)
| Результат | Рік  | Турнір        | Покриття | Партнер         | Суперники                 | Рахунок        |
| --------- | ---- | ------------- | -------- | --------------- | ------------------------- | -------------- |
| Перемога  | 1917 | Чемпіонат США | Трава    | Фред Александер | Гаррі Джонсон Ірвінґ Райт | 11–9, 6–4, 6–4 |